# (117506) Wildberg
(117506) Wildberg (2005 CO25) – planetoida z grupy pasa głównego asteroid okrążająca Słońce w ciągu 3,23 lat w średniej odległości 2,18 j.a. Odkryta 5 lutego 2005 roku.